# シルビオ・ペッティロッシ

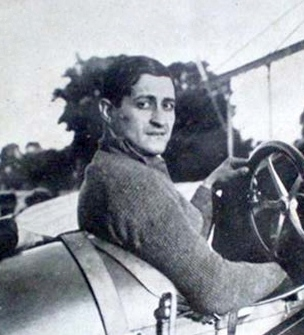
シルビオ・ペッティロッシ, 1914

シルビオ・ペッティロッシ（Silvio Pettirossi 、1887年6月16日 - 1916年10月17日）はパラグアイの航空の先駆者である。イタリア系。

## 人物
アスンシオンに生まれた。ブエノスアイレスに移り住み、アルゼンチンの航空の先駆者ホルヘ・ニューベリーから飛行を学んだ。パラグアイ政府から奨学金を受けて、1912年にフランスに渡り、フランスで国際飛行連盟の飛行免許を得た。各地で飛行を行い、8時間の連続飛行の記録も残した。デュペルドサンのT型単葉機を購入し、ヨーロッパや南アメリカやアメリカ合衆国でいろいろな曲技飛行を行った。1914年12月にパラグアイ飛行クラブを設立し会長となった。
1916年10月17日、ブエノスアイレス近くでの飛行で背面宙返りを行なった時に機体の左翼が壊れ、機体は地面に衝突し、ペッティロッシは即死した。
アスンシオンのシルビオ・ペッティロッシ国際空港やサッカーのCSペッティロッシなど パラグアイで多くの事物にペッティロッシの名前が付けられている。